# エピジェネティクス
エピジェネティクス（英語: epigenetics）、後成学（こうせいがく）または後成遺伝学（こうせいいでんがく）とは、一般的には「DNA塩基配列の変化を伴わない細胞分裂後も継承される遺伝子発現あるいは細胞表現型の変化を研究する学問領域」である。ただし、歴史的な用法や研究者による定義の違いもあり、その内容は必ずしも一致したものではない。特に遺伝子（gene）ではなくゲノム（genome）を対象とする場合、エピゲノミクスあるいはエピゲノムと呼ばれることもある。
多くの生命現象に関連し、人工多能性幹細胞（iPS細胞）・胚性幹細胞（ES細胞）が多様な器官となる能力（分化能）、哺乳類クローン作成の成否と異常発生などに影響する要因（リプログラミング）、がんや遺伝子疾患の発生のメカニズム、脳機能などにもかかわっている。

## 概要
遺伝形質の発現は、セントラルドグマ説で提唱されたようにDNA複製→RNA転写→タンパク質への翻訳→形質発現の経路により、DNAに記録されている遺伝情報が表現型として実現した結果とされてきた。セントラルドグマにおける形質の変化とは、遺伝情報の変化であり、その記録媒体であるDNA塩基配列の変化が原因となっている。レトロウイルスやレトロトランスポゾンによるRNAからDNAへの情報の還元という例外を含みながらも、従来の分子生物学・遺伝学ではセントラルドグマを基礎においた研究が行われてきた。

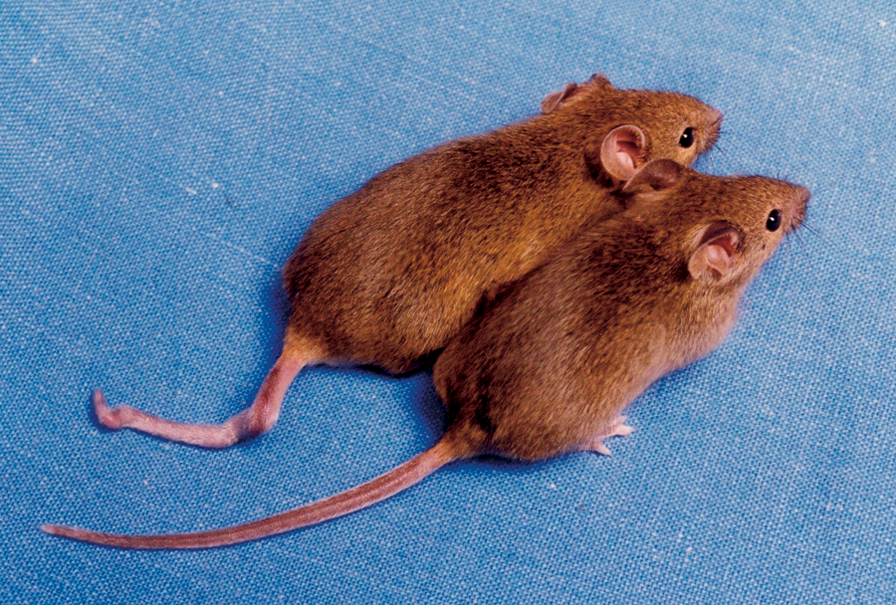
DNAメチル化の差によって尾の形状が異なる二匹のクローンマウス

しかしながら、先天的には同じ遺伝情報、つまり同じゲノム（DNA塩基配列）であっても、細胞レベルあるいは個体レベルの形質の表現型が異なる例もまれではない。
たとえば動物では、単細胞である受精卵から発生し、胚の全能性幹細胞はさまざまな多能性細胞系列となり、さらに器官ごとに異なった細胞に分化し、それぞれの器官・細胞は異なる機能を分担している。この過程で細胞は、分化の経歴と存在する部位に依存して、ある遺伝子を抑制する一方で、他のある遺伝子は活性化している。また一卵性双生児やクローン動物、あるいは挿し木や球根・地下茎などの栄養生殖で増殖した植物でも、遺伝子型は同一にもかかわらず個体間に違いが認められることが多い。
このような例は、細胞レベルではシグナル伝達による細胞間の応答反応、個体レベルでは環境と遺伝の相互作用によって主に説明がなされていた。しかしながら、細胞がどのように経歴を「記憶」するのか、個体間の表現型の差がどのように生じるかは、遺伝子機能の面からは明らかにされていない部分があった。

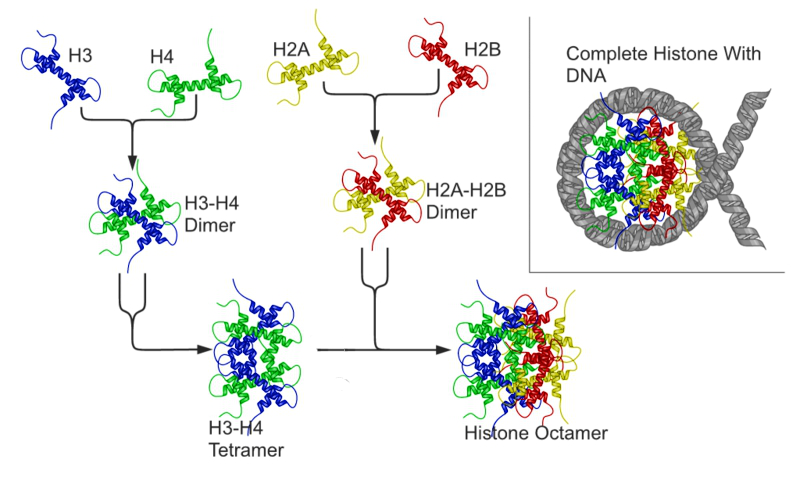
クロマチン中のヒストンとDNAの模式図
（右上）ヌクレオソーム構造： ヒストン八量体に巻き付いたDNA
（上段） H3, H4, H2A, H2B コアヒストン単量体（モノマー）
（中・下段） H3-H4テトラマーとH2A-H2Bダイマー 2個が会合し、ヒストン八量体となる。

1942年にコンラッド・H・ウォディントンは、「遺伝物質からはじまり最終的な生物を形づくるすべての制御された過程」言い換えると「遺伝子が表現型を作るために周辺環境とどのように相互作用するのか」を表現するために、「エピジェネティクス」という用語を作成した。その後、エピジェネティクスは、DNA塩基配列の変化を伴わない後天的な遺伝子制御の変化を主な対象とした研究分野となり、各種生物のゲノムの解読が進んだ2000年代以降、エピジェネティクス研究が盛んになってきている。
前述の通り「エピジェネティクス」の内容は普遍的に定義されたものではない。しかしながら、入門的な解説の場合、表1に示す各種の過程のうち染色体クロマチンを構成するDNAのメチル化およびヒストンの化学的修飾に重点を置いて説明される。
この場合、DNA塩基配列の変化つまり突然変異と、エピジェネティック（=エピジェネティクス的）制御とは独立である。それらは、同一個体内での組織の違いあるいは個体発生・細胞分化の時間軸上の違いで生じる変化である。しかしそれらと異なり、変化した表現型が個体の世代を超えて受け継がれる「エピジェネティック遺伝」の例も見出されており、研究が進められている。これは、ある生物におけるエピジェネティックな変化がそのDNAの基本構造を変えることができるかどうかというラマルキズム型の問題を提起する（後述のラマルキズムとの関連参照）。
| 分子レベルでの機構                             | 分子レベルでの機構 |
| ---------------------------------------------- | --- |
| DNAメチル化                                    | DNAメチル化あるいは脱メチル化により、塩基配列情報自体には変化なく遺伝子発現のオン/オフが切り替わる（後述）                                                                     |
| ヒストンの化学的修飾                           | メチル化・アセチル化・リン酸化などの修飾によってヌクレオソーム中のヒストンに物理化学的な変化がおき、遺伝子発現に直接的（シス型）あるいは間接的（トランス型）に影響する（後述） |
| 非翻訳性RNAによる制御                          | （後述） |
| 細胞機能に影響する変化                         | |
| 細胞記憶                                       | 細胞自体が経歴・位置に依存した遺伝子発現状態を維持していること（後述） |
| X染色体の不活性化                              | 哺乳類では性染色体であるX染色体の本数が雌雄で異なるため（雌2本・雄1本）、1本のX染色体の活性を残して他のX染色体の遺伝子発現を抑制すること（後述）                               |
| ゲノムインプリンティング                       | 哺乳類などの配偶子で雄雌それぞれ特異的なDNAメチル化がなされ、受精後の個体で父性・母性の遺伝子の使い分けがなされること（後述）                                                  |
| リプログラミング                               | 細胞（細胞核）の記憶を初期化すること（分化能を狭められた体細胞が分化能を再獲得するために必要な過程）（後述）                                                                   |
| その他（より広範囲な現象・より限定された現象） | |
| 遺伝子サイレンシング                           | 転写レベルあるいは翻訳レベルで遺伝子発現を抑制・中断すること |
| 位置効果                                       | 遺伝子が存在する位置の上流域の構造が与える発現抑制あるいは発現活性化の効果（後述）                                                                                             |
| 催奇形物質の影響                               | 催奇性物質の中にはDNA塩基配列自体の変異ではなく、エピジェネティック効果で異常をもたらすものがある（後述）                                                                      |
| 発がん過程                                     | 発がんには複数の遺伝子の変異が必要とされるが、その中にはエピジェネティックな発現制御が異常化した遺伝子も存在する（後述）                                                       |
| プリオン                                       | 出芽酵母には突然変異発生を制御するプリオンが存在する（後述） |
| パラ変異                                       | ある対立遺伝子がヘテロ状態のときに、同じ遺伝子座の対立遺伝子の発現を変えてしまうこと。発現が変わった対立遺伝子は、その状態のまま数世代に渡って遺伝することがある               |

## 語源・定義・派生用語

### 語源
1942年にウォディントンは、エピジェネティクスと言う語を「後成説 (epigenesis)｣と「遺伝学 (genetics)｣ のかばん語として造語した。後成説は受精卵から生物の形ができることを説明する古い学説の一つである（歴史的背景については前成説も参照のこと）。ウォディントンが造語した1942年当時は、物質的な遺伝子の本体と遺伝におけるDNAの役割は知られていなかった。遺伝情報が表現型を作るために周辺環境とどのように相互作用するのかという概念のモデルとして、彼はこの造語を使った。形式上からいえば、エピジェネティクスは「エピ（ギリシア語: επί 越えた, 上の, 外の）」「ジェネティクス（英語: genetics 遺伝学）」との合成と見ることもできる。

### 複数の定義の違い
一般的にエピジェネティクスとは、下記のリッグス（1996年）の定義のように理解されている。しかしながら、いくつかの定義あるいは説明が存在し、結果として、何を意味するべきかについては議論がある。
- 「遺伝物質からはじまり最終的な生物を形づくるすべての制御された過程」（ウォディントン, 1942年）[11]
- 「同一遺伝子型の細胞が異なる表現型を細胞分裂を越えて維持していること」の説明（Nanney, 1958年）[16][17]
- 「複雑な生物の発育中における遺伝子活性の時間的·空間的制御機構の研究」（ホリデー, 1990年）[18]
- 「DNA配列の変化では説明できない体細胞分裂および/または減数分裂に伴う遺伝子機能における遺伝的な変化の研究」（リッグス, 1996年）[1][2]
- 「変化した活性状態を記録・信号伝達または継続させるような染色体領域の構造適応」（バード, 2007年）[19]
- 「エピジェネテックな形質とは、DNA塩基配列の変更を伴わない染色体の変化に起因する安定した遺伝性の表現型を示すもの」（Bergerら, 2009年）[20][解説 3]

ホリデー（1990年）の定義によれば、エピジェネティクスという用語は、DNA配列以外の生物の発育に影響を与えるものを記述するために使用できることになる。必ずしも遺伝（細胞分裂前の状態を分裂後にも継承）するわけではないヒストン修飾を定義に含め、「遺伝性」という条件を回避したバード（2007年）のような定義も存在する。バードによる定義は、複数細胞世代にわたる安定した変化だけではなくDNA修復または細胞周期相に関連した一時的変更をも含めるものであるが、他方では膜構造およびプリオンなどに関するものを、それらが染色体機能に影響しない限り排除している。そのような再定義は普遍的には受け入れられていないため、エピジェネティクスの定義は依然として論争の対象となっている。

### 派生用語
「遺伝学」への単語の類似性は多くの対応した用語を生み出している。「エピゲノム」は「ゲノム」に対応した単語であり、細胞の全体的なエピジェネティックな状態をいう。遺伝暗号（遺伝コード）に対応した用語「エピジェネティックコード」は、異なる細胞において異なる表現型を作り出す一連のエピジェネティックな機能を意味する。

## 進化・適応とのかかわり

### 表現型可塑性と適応
エピゲノム的制御は、表現型の進化や可塑性など進化生物学で重要なできごとに関係している。多細胞生物の発生過程におけるエピジェネティックな緩衝作用は、生物集団に表現型の可塑性をもたらす。遺伝的多様性と同時に表現型の可塑性を保持していることが適応性に影響していることが指摘されている。
一般的には多細胞生物におけるエピジェネティック修飾は、有性生殖の際に初期化（リプログラム）され、発生と分化および環境に対応して各世代ごとに改めて発動する遺伝子制御機構である。しかしながら、トウモロコシにおけるパラ変異やマウスのアグーチ遺伝子のように世代間で表現型が引き継がれるエピジェネティック遺伝の観察例も存在する。このような世代間の表現型継承は数世代を経過すると観察されなくなる場合もあるが、適応的であり適応度向上に働いている。

### ラマルキズムとの関連
エピジェネティクスはラマルキズムまたはネオ・ラマルキズムと同じようなものと考えられることもあるが、それらを支持する研究分野ではないことに注意が必要である。エピジェネティックな表現型変化は遺伝子の突然変異を原因とするものではないが、エピジェネティックな機構そのものは遺伝子の制御の下にある。さらに根本的なことであるが、自然選択による選択結果は、表現型が遺伝子突然変異に支配されているか支配されていないかということとは無関係である。以上の2点を言い換えると、「エピジェネティックな表現型変化に対して自然選択がおきる可能性はあるが、選択されるのは表現型をもたらした機構の遺伝子型である」となる。エピジェネティクスの解明は、進化発生生物学にとって重要で想定外の貢献につながるかもしれない。そしてそれは、現代の進化論の進展になることはあっても、根本からの転覆とはなりえない。ただし生物集団でのエピジェニックな効果が、進化生物学において単なる微調整あるいは大幅な見直しのどちらをもたらすのかという検討課題は残されている。

### 突然変異の抑制と蓄積
多くの生物でエピジェネティックな機構はゲノムDNA塩基配列の保守機能を果たす。たとえば、真正細菌における自己DNAメチル化と制限酵素による防御は良く知られた例であり、DNAメチル化を利用したDNAミスマッチ修復も例に挙げられる。真核生物においては、アカパンカビ・線虫・キイロショウジョウバエ・シロイヌナズナなど各モデル生物において、ゲノムDNAを防衛するエピジェネティックな機構の研究がなされている。これらの機能はゲノムの有害な突然変異を抑えるという点では有用であるが、反面、ゲノムの分子進化の元となる突然変異の発生を抑える働きがあるため、結果として進化の速度に影響を与える。生物集団レベルにおける表現型可塑性もまた、遺伝的変異を伴わずに適応性向上をもたらすことから、進化の可能性に負の影響を与えるものと推定されている。
他方では、哺乳類真獣類に特異的なDNAメチル化補助因子 (Dnmt3L) の獲得や被子植物の異質倍数体での遺伝子サイレンシングなど一部のエピジェネティック機構は、潜在的な遺伝子変異を蓄積する可能性があるため進化を促進する可能性を持つことも指摘されている。

## 発生・分化とのかかわり
多細胞生物の発生において、いくつかの例外を除いてDNA塩基配列自体は変化しないが、細胞は異なる種類へと分化し、環境あるいは細胞間のシグナルに対して異なる反応をする。個体が発生するとき、形態形成因子は、エピジェネティックな方法で細胞に「記憶」を与えながら、遺伝子を活性化あるいは不活性化する。
プラナリアやヒトデ類のように断片から個体を再生できる動物もいる一方で、哺乳類のように分化後の細胞は分化能を失う動物もある。分化能の消失は細胞の経歴を反映したエピジェネティックな変化である。植物は動物と同じようにエピジェネティックなメカニズムを多く利用している。しかし、植物細胞は哺乳類などとは異なり、分化後の組織も全能性を維持している。このことから、ある種の植物細胞は、周囲の環境および位置情報を用いて、それまでの細胞記憶を使わないように切り替えができるという仮説を提示する研究者もいる。
哺乳類の発生に関わるエピジェネティックな機構の代表例として、X染色体の不活性化、ゲノムインプリンティングおよびリプログラミング（初期化・再プログラム）による分化能の再獲得が挙げられる。それらについて以下の副節に解説するが、詳細は各個別記事を参照のこと。

### X染色体の不活性化
哺乳類では、性染色体であるX染色体の本数が雌雄で異なる（雌2本・雄1本）。雄では1本のX染色体のみで生存に必要な遺伝子発現を維持している。これに対して雌では、2本のX染色体の双方が活性を維持していると遺伝子発現が過剰となり、胚発生初期（着床直後）に死に至る。これを避ける遺伝子量補償として、2本以上のX染色体を持つ個体は、1本のX染色体の活性を残して他のX染色体の遺伝子発現を抑制する。このとき不活性化される染色体は条件的ヘテロクロマチンとなり、分裂期でなくとも顕微鏡観察可能な形態をとる（バー小体）。X染色体の不活性化では、エピジェネティックな機構としてDNAメチル化 、ヒストン修飾（H3K27トリメチル化ほか）、特異的な非翻訳性RNA (Xist) の転写および染色体への結合が同時に関与している。

### ゲノムインプリンティング
哺乳類では、配偶子形成の過程で雄雌の性別に従った特異的なDNAメチル化がおきる。このDNAメチル化は配偶子ゲノムから受精卵に引き継がれ、受精後の個体で父性・母性の遺伝子の使い分けがなされる。雌雄それぞれのインプリンティングを受ける遺伝子（インプリント遺伝子）は、同じ染色体領域に集中かつ偏在し、クラスターを形成している。遺伝子がインプリントされる意義については解明されていないが、胚発生時に雌雄双方の遺伝子が必要になる。そのため哺乳類では自然条件下での単為生殖が不可能となっている。なお、インプリンティング状態を人為操作することによって、雌ゲノムのみから単為発生したマウスが作成されている。

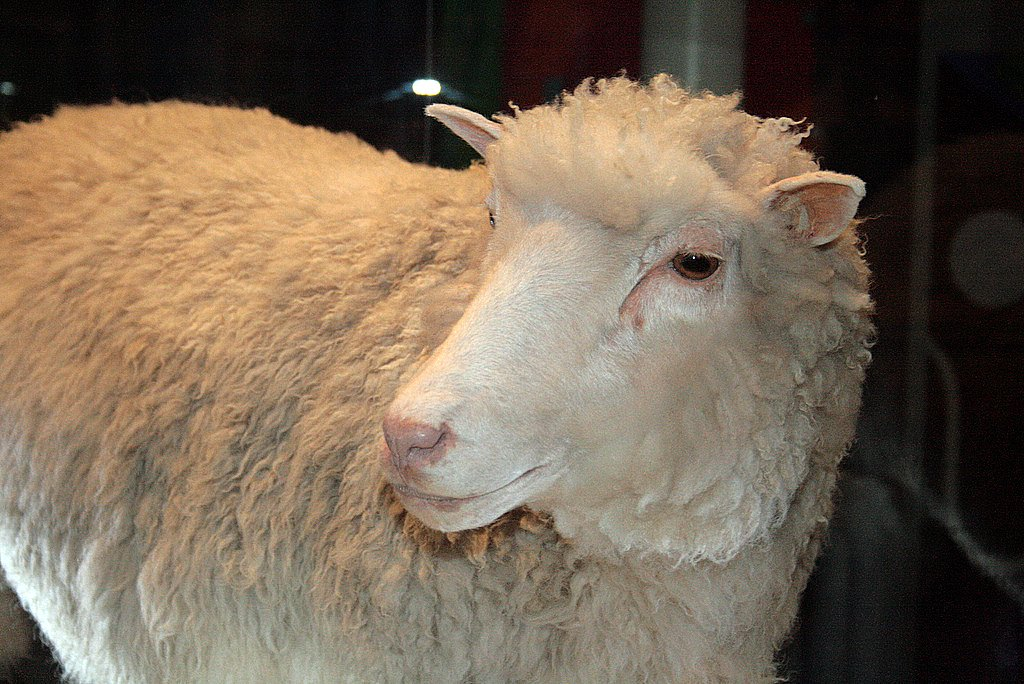
クローン羊ドリー

### リプログラミングとクローン個体作成
多細胞生物の細胞は、エピジェネティックな状態の継承によって特異的な機能を維持しているが、別種類の細胞となる分化能が制限されることがある。細胞（細胞核）が、それまでに継承・蓄積してきたエピジェネティックな標識を消去・再構成し、分化能を取り戻すことをリプログラミング（再プログラム化・初期化）と呼ぶ。
両生類においては、1950年代には胚細胞の核を、1960年代には体細胞の核を除核卵に移植して発生させクローン個体を得ることができていた。これらでは移植により細胞核がリプログラムされることを示している。一方、哺乳類でも核移植クローンの作成が試みられたが、1980年代に行われた生殖細胞の核の移植では発生が停止し、雄ゲノムまたは雌ゲノム単独では発生が不可能であることが示唆されるに至った。このことが哺乳類におけるゲノムインプリンティング機構の発見につながった。
1997年には体細胞核移植によるクローン羊ドリーの誕生が報告され、その後は他の哺乳類でも体細胞クローン個体作成が相次いだ。しかしながら、体細胞クローンは個体作成効率も数パーセント以下と低く、誕生したクローン個体に異常が観察されることが問題視されている。また、胚性幹細胞（ES細胞）由来のESクローンにおいても表現型異常が観察されている。このようなクローン個体の表現型異常の多くは、有性生殖によって後代に伝えられない、つまり生殖細胞でのリプログラミングが起きることから、主にエピジェネティックな要因によるものと考えられている。体細胞クローンではインプリンティング部分以外のリプログラミング不全が個体異常を起こしており、ESクローンの場合はゲノムインプリンティングの不具合により個体の異常が起きるものと考えられている。

### iPS細胞でのリプログラミング
再生医療において人工多能性幹細胞（iPS細胞）・胚性幹細胞などを利用した器官回復が研究されている。体細胞由来のiPS細胞は、エピジェネティクス的に見ると、数種類の遺伝子の導入による人為的リプログラミングによって分化万能性を復元させた細胞である。

## 医学とのかかわり
エピジェネティクス的な過程は、DNA・RNA・タンパク質の各段階において作用するので、医学的応用において多くの潜在的な可能性を持っている。1989年にゲノムインプリンティングが片親性ダイソミーによって先天性遺伝子疾患（いわゆる遺伝病）に影響している例が報告され、エピジェネティックな過程と疾患とが初めて直接関連付けられた。その後、クロマチンの遺伝子制御異常を通して影響するレット症候群などの遺伝子疾患についても研究が進められている。他方で後天的な要因も影響するがん、アレルギー疾患、肥満などとのかかわりについても研究がなされている。それらの中には一卵性双生児を対象とした研究から得られた知見も数多い。

### インプリンティング関連疾患
いくつかのヒト疾患はゲノムインプリンティングと関連しており、最もよく知られている例はアンジェルマン症候群とプラダー・ウィリー症候群である。両症候群に関連する染色体領域は15番染色体長腕 (15q) と同一である。この場所にゲノムインプリンティング領域が存在するため、そこにある遺伝子は機能的にはヘミ接合型である。したがって、片親の染色体が存在しない染色体変異（染色体欠失あるいは片親性ダイソミー）が生じると、父性あるいは母性の遺伝子が全く発現しない状態となり、両症候群のどちらかが発症することになる。他にもゲノムインプリンティングの異常と関連が指摘されているベックウィズ・ヴィーデマン症候群（11番染色体領域, 11p15.5）やシルバー・ラッセル症候群などの疾患があり、3番・19番染色体を除く常染色体での片親性ダイソミーが知られている。

### がんと催奇性物質

#### 催奇性との関連
がん発生を増加させる多くの物質が、エピジェネティックな発がん性物質として考えられているが、それらは変異原としての活性を持たない。例としては、ジエチルスチルベストロール、オルト亜ヒ酸イオン、ヘキサクロロベンゼン、ニッケル化合物が含まれる。
多くの催奇形物質はエピジェネティックなメカニズムにより胎児への特異的効果を発揮する。エピジェネティックな効果は、影響を受けた子どもの生涯を通して催奇形性物質の効果を維持するかもしれない。しかし、母親でなく父親が暴露した場合の影響、影響を受けた胎児の次の胎児への直接の影響、およびエピジェネティックな効果が観察された個体の子孫への影響などは、一般的には理論的な根拠および実例の欠如によって否定されている。

#### がんにおけるDNAメチル化
DNAメチル化は遺伝子転写の重要な調節要因であり、ヒトの多くの悪性腫瘍では正常組織とは異なった過剰メチル化あるいは低メチル化が見つかっている。低メチル化は、ゲノムの広い範囲で観察され、ゲノム・染色体の不安定化を通じて発がんに影響しているものと考えられている。また、インプリントによる不活性状態遺伝子に対してのDNA脱メチル化が、その遺伝子を活性化させ大腸がんの発生に関与していることが判明している。
低メチル化と逆の現象である過剰メチル化は、主にがん抑制遺伝子プロモーター領域のCpGアイランドのメチル化を通して発がんに関与する。この過剰メチル化パターンは細胞分裂において高い精度で娘細胞に継承されるものであり、メチル化されたプロモーター領域はがん抑制遺伝子の転写レベルでの遺伝子サイレンシングをもたらす。このような遺伝子サイレンシングを受けるがん抑制遺伝子は複数あり、それぞれが各種のがんと関連している。

#### がん組織のヒストン
各ヒストンタンパク質にはバリアントと呼ばれるアミノ酸配列が異なる変異体が存在する。それらは同じヒストンファミリーのバリアントが入れ替わることで、クロマチン構造を変え、特異的な核内プロセスを制御する重要な役割を持つ。H2AファミリーのバリアントH2A.Xは、DNAのダメージを監視し、DNA修復タンパク質のリクルートを促進して、ゲノムの保全に働いている。別のバリアントH2A.Zは、遺伝子の活性化および抑制の双方で重要な役割を持つ。高レベルのH2A.Z発現は、多くのがんで広範に検出され、細胞増殖とゲノムの不安定性とに非常に関連している。
がんに特異的なヒストンの化学的修飾も観察される。前述のがん抑制遺伝子プロモーターのCpGアイランドDNAメチル化は、ヒストン脱アセチル化酵素 (HDAC) をリクルートすることで当該がん抑制遺伝子の発現を抑制し、がんの発生の一因となる。

#### がん治療
エピジェネティックな医薬品は、放射線療法や化学療法など現在受け入れられている治療法に対して、置き換え可能あるいは補助的な療法であるかもしれないし、現在の治療法の効果を高めることができるかもしれないということを、近年の研究は示している。ヒストン構造変化によるエピジェネティックな制御が、がんの形成と進行に影響するということが示されてきた。
主にヒストンアセチル基転移酵素 (HAT) とヒストン脱アセチル化酵素 (HDAC) に焦点を当てて医薬品開発が進められている。HDACは口腔扁平上皮がんの進行に不可欠な役割を果たすことが示されており、HDAC阻害剤である医薬品ボリノスタットは既に実用化がなされている。

## 各種生物におけるエピジェネティクス

### 真正細菌
真正細菌は、DNAメチル化をエピジェネティックな制御に利用しているが、シトシンよりむしろアデニンをメチル化の対象としている。DNAアデニンメチル化は、大腸菌・サルモネラ属・ビブリオ属・エルシニア属・ヘモフィルス属・ブルセラ属などの生物体内の細菌の病原性で重要となる。アルファプロテオバクテリアでは、アデニンのメチル化は、細胞周期を制御し、遺伝子転写をDNA複製と結びつける。ガンマプロテオバクテリアでは、アデニンメチル化は、DNA複製・遺伝担体分離・DNAミスマッチ修復・バクテリオファージのパッケージング・転移に関する酵素活性・遺伝子発現制御のための信号を提供する。
|                                 | 真菌     | 真菌         | 真菌            | 動物            | 動物                  | 動物       | 植物       |
| 出芽酵母                        | 分裂酵母 | アカパンカビ | 線虫 C. elegans | 昆虫 Drosophila | 哺乳類                | 被子植物   |            |
| ------------------------------- | -------- | ------------ | --------------- | --------------- | --------------------- | ---------- | ---------- |
| DNA(CpG)メチル化                | -        | -            | +               | -               | - ? （ミツバチでは+） | +          | +          |
| 抑制型 ヒストンメチル化         | -        | (H3K9)       | H3K9 H3K27      | H3K9 H3K27      | H3K9 H3K27            | H3K9 H3K27 | H3K9 H3K27 |
| インプリンティング              | -        | -            | -               | -               | +（染色体ごと）       | +          | +          |
| トランスポゾンの サイレンシング | (+)      | +            | + / RIP         | +               | +                     | +          | +          |
| RNA干渉                         | -        | +            | +               | +               | +                     | +          | +          |

### 真菌
糸状菌アカパンカビは、シトシンメチル化の制御と機能を理解するのに重要なモデル系である。この生物のDNAメチル化は、RIP（反復配列誘発性点突然変異）と呼ばれるゲノム防御システムと関連しており、転写伸長を阻害することにより遺伝子発現を抑制している。出芽酵母と分裂酵母もまた、エピジェネティクス研究における真核生物のモデルとしての地位を得ている。出芽酵母はユークロマチンにおける遺伝子発現やヘテロクロマチン構造をとるテロメアのエピジェネティクス研究で良く用いられている。他方、分裂酵母は、セントロメアのヘテロクロマチン構造およびヒストン修飾・遺伝子サイレンシングなどのモデル生物として研究がなされている。
出芽酵母プリオンのPSIは、翻訳終結因子 Sup35pの立体構造が変化したものであり、変化した構造のまま娘細胞に継承される。プリオンは、ゲノムを変更することなく表現型の変化を誘導することができるエピジェネティックな作用物質としてみなすことができる。PSIは悪条件下でも生存の優位性を提供することができ、単細胞生物が環境ストレスに迅速に対応できるようにするエピジェネティック制御の一例である（後述）。

### 線虫
線虫Caenorhabditis elegansでは、細胞可塑性（分化能）とリプログラミング・遺伝子量補償・トランスポゾンに対する遺伝子サイレンシングが調べられている。C. elegansの遺伝子量補償は、哺乳類と違って2本のX染色体双方の発現量を半減させることで実現されている。またC. elegansは、他の動物に存在するDNAメチル化酵素dmnt-2を進化の過程で失っているが、より祖先型に近い遺伝子を利用したRNA干渉によって遺伝子サイレンシングを行っていることが示唆されている。

### キイロショウジョウバエ
キイロショウジョウバエにおいては、1941年に遺伝学者ハーマン・J・マラーがヘテロクロマチン近傍に逆位転座した眼色の遺伝子が発現抑制を受けることを報告した（位置効果による斑入り, PEV）。これはエピジェネティクスという用語が作成される以前に報告されたものであるが、現在ではこの分野の端緒の一つであると考えられている。
PEVは遺伝子サイレンシングの一例であり、同様のヘテロクロマチン構造の影響による遺伝子発現抑制は酵母でも見出されている。PEVは、ヘテロクロマチン領域との位置関係だけではなく、温度・過剰な染色体の存在・被抑制遺伝子の塩基配列などに影響を受ける確率的なものであり、より直接的にはヘテロクロマチン化に働く因子やヒストン修飾と関連があることが示されている。
また、キイロショウジョウバエは、多くの生物で見られるCpGでのDNAメチル化の頻度が低く、識別できるDNAメチル化酵素としてはDnmt2のみしかない。この現象についての議論には結論は出ていない。なお同じ昆虫類でもセイヨウミツバチではCpGのメチル化は、ゲノム全域で見受けられ、遺伝子発現制御に利用されている。

### 被子植物
植物が環境に適応する遺伝的機構として、従来はシグナル伝達経路および転写因子などによる制御を中心とした研究が進められてきた。しかし、エピジェネティクスの進展により、植物のエピジェネティックな過程および機構への理解が進んできている。歴史的には、トウモロコシにおけるパラ変異、被子植物のゲノムインプリンティング、導入DNA配列による遺伝子サイレンシングなどが、植物で発見されたエピジェネティックな過程の例である。
分子レベルの機構として、他の生物群と同じようにDNAメチル化・ヒストンの化学的修飾・非翻訳性RNAによる制御が知られており、特にRNA指令型DNAメチル化（後述）は植物分野で活発に研究が進められてきた。アサガオの花の絞り模様（トランスポゾンとサイレンシング）・シロイヌナズナの春化と開花時期（DNAメチル化とヒストン修飾）・イネの冠水ストレス反応（ヒストン修飾）などが、植物でエピジェネティックな過程によって影響を受けている例として明らかになっている。また系統的に大きく離れているために詳細は違うといえ、被子植物におけるゲノムインプリンティングは、哺乳類の場合と同じくDNAメチル化標識を利用している。

## メカニズム
エピジェネティクスでは、DNAメチル化とヒストンの化学的修飾の重要性がまず最初に解説される傾向にあるが、その二つだけがエピジェネティックな機構である訳ではない（表1）。多くの生物でRNA干渉などの非翻訳性RNAによる制御も知られており（表2）、ヒストンバリアント（変異体）の関与やクロマチンリモデリング因子などのヒストン以外のタンパク質の関与も知られている。DNAメチル化・ヒストン修飾・非翻訳性RNAはそれぞれ別の事象として発見されたが、これら3種類の事象が互いに連携しあってクロマチン構造の変化・遺伝子発現制御に関わる例も多く、その典型としてX染色体不活化を挙げることができる。
エピジェネティックな遺伝子発現の制御は促進と抑制に大別され、抑制は遺伝子サイレンシングとほぼ同じ内容である。遺伝子サイレンシングは、さらに転写型遺伝子サイレンシング (transcriptional gene silencing) と転写後遺伝子サイレンシング (post-transcriptional gene silencing) に分けられる。一般的に、DNAメチル化は転写抑制（脱メチル化は転写促進）に、ヒストンの化学的修飾を中心としたクロマチン構造の変化は転写促進と転写型遺伝子サイレンシングに、非翻訳性RNAによる制御は転写型遺伝子サイレンシングおよび転写後遺伝子サイレンシングと関係している。

### DNAメチル化
DNAメチル化は真正細菌を含めた広範な生物に見られる現象である。真核生物でのメチル化はシトシンを5位にメチル基を付加する反応である。メチル化された5-メチルシトシンはグアニンと対を作る際に、通常のシトシンとほぼ同様に行動する。シトシンとグアニンが隣接しているCpG部位でのメチル化は、哺乳類と被子植物の反復配列で良く観察され、トランスポゾンの転移抑制に強く関わっている。また、哺乳類と同じように被子植物でも、DNAメチル化によるゲノムインプリンティングが起きている。他方で、被子植物のDNAメチル化には動物にはないCpG部位以外でのメチル化もあり、それに関与する酵素も同定されている。哺乳類や被子植物などCpG部位でのDNAメチル化状態を変更する共通の方式は、
1. 未修飾CpG部位への新規書き込みである「新規メチル化（de novoメチル化）」
2. ヘミメチル化DNA[解説 8]をメチル化する「維持メチル化」[解説 9]
3. 既存メチル基の「脱メチル化」

がある。一般的には、1)は遺伝子発現の抑制、2)はメチル化状態の細胞分裂後への継承、3)は遺伝子発現の活性化に作用する。DNAメチル化が遺伝子サイレンシングに働く原理として、メチル化されたこと自体が転写因子がDNAに接近することを妨げる、メチル化DNAにタンパク質が結合して間接的に転写因子の接近を妨げる、DNAメチル化がヒストン修飾を誘導する、などが報告されている。
CpG部位DNAメチル化はゲノム全体に存在するが分布は一様ではない。哺乳類では全CpGのうち70%程度がメチル化されており、トランスポゾン、サテライトDNA、エクソンなどが高度にメチル化されている。他方、プロモーターおよびその周辺領域に存在するCpGアイランドは基本的にはほとんどメチル化されていない。例外的なCpGアイランドのメチル化は、X染色体不活性化でのヘテロクロマチンへの構造変化、発がん過程でのがん抑制遺伝子の発現抑制などで観察される。このようなCpGアイランドのメチル化は、組織特異的な遺伝子の不活性化でも観察されており、それぞれの細胞機能と関わっているものと考えられている。
哺乳類におけるDNAメチル化は、少なくとも3つの独立したDNAメチル基転移酵素 (DNMT1, DNMT3A, DNMT3B) の相互作用によって付加または維持される。体細胞で最も多いメチル基転移酵素であるDNMT1は、DNA複製部位に局在してヘミメチル化DNAを優先的に修飾することにより、複製後の新規DNA鎖にメチル化のパターンを写す。この酵素は適切な胚発生・インプリンティングおよびX染色体不活性化のために不可欠である。シロイヌナズナでも同様の維持メチル化機能を持つ酵素MET1が存在し、哺乳類DNMT1と同じ起原を持つ遺伝子（オーソログ）であることが分かっている。また、シロイヌナズナのde novo型DNAメチル化酵素は、哺乳類のDMNT3のオーソログにあたるDRM2である。なお、植物で知られているRNA指令型DNAメチル化 (RNA-directed DNA methylation: RdDM) については、非翻訳性RNAによる制御#RdDMで後述する。また、植物種子に対し大気圧プラズマを照射することでDNAの脱メチル化が起こることが報告されている。

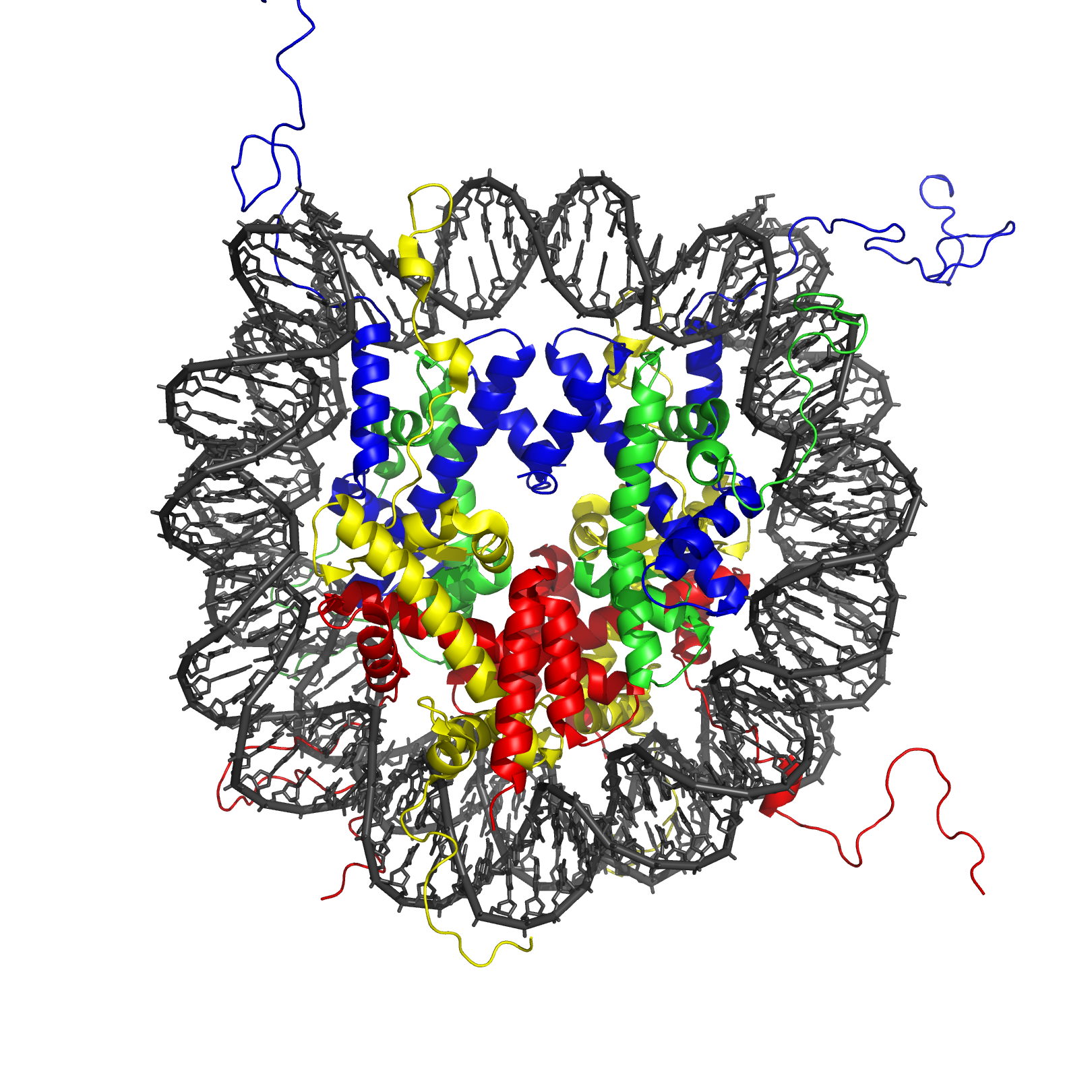
ヌクレオソーム模式図
ヌクレオソーム周縁部にヒストンのN末端（ヒストンテール）が出ていることに注意。テール部分に化学的修飾が起きると遺伝子転写制御に変化が起きることがある。

### ヒストン修飾
クロマチンはヒストンにDNAが巻き付いたヌクレオソーム構造を持つ複合体である。もしDNAがヒストンに巻き付いている状態が変われば、 クロマチンリモデリング（再構築・再構成）がおき、遺伝子発現もまた変化する。ヒストンのメチル化は1964年に発見されたが、その生理的意義は長い間不明であった。その後の研究によって数多くの化学修飾が発見され、それら翻訳後修飾の役割は酵母・動物・植物で共通していることが多いことも判明してきている。ヒストン修飾はアミノ酸配列全体を通して発生するが、ヒストンのN末端（ヒストンテールと呼ばれる）が特に高頻度で修飾される（左図）。これらの修飾には、アセチル化、メチル化、ユビキチン化、リン酸化およびSUMO化が含まれる（ヒストンの項参照）。
よく研究されている化学修飾としてアセチル化がある。たとえば、ヒストンアセチル基転移酵素 (histone acetyltransferase [HAT]) によるヒストンH3のテールのK9とK14のリジンのアセチル化は、一般的に高い転写能力と相関している（表3）。ヒストンのリジン残基は、正に荷電した窒素原子を含むアミノ基を側鎖に持ち、DNA骨格の負に帯電したリン酸基と結合しやすい。リジン残基のアセチル化はアミノ基の正荷電を中和し、ヒストンとDNA間の相互作用を弱めることにより、転写因子がDNAに接近することを可能にする。このようにヒストン修飾がヌクレオソームの構造を変化させることによって転写に影響を与えるという説明を「シス」モデルという。
| 修飾の種類   | ヒストン / 被修飾アミノ酸残基 | ヒストン / 被修飾アミノ酸残基 | ヒストン / 被修飾アミノ酸残基 | ヒストン / 被修飾アミノ酸残基 | ヒストン / 被修飾アミノ酸残基 | ヒストン / 被修飾アミノ酸残基 | ヒストン / 被修飾アミノ酸残基 |
| 修飾の種類   | H3                            | H3                            | H3                            | H3                            | H3                            | H4                            | H2B                           |
| 修飾の種類   | H3K4                          | H3K9                          | H3K14                         | H3K27                         | H3K79                         | H4K20                         | H2BK5                         |
| ------------ | ----------------------------- | ----------------------------- | ----------------------------- | ----------------------------- | ----------------------------- | ----------------------------- | ----------------------------- |
| モノメチル化 | 活性化                        | 活性化                        |                               | 活性化                        | 活性化                        | 活性化                        | 活性化                        |
| ジメチル化   |                               | 抑制                          |                               | 抑制                          | 活性化                        |                               |                               |
| トリメチル化 | 活性化                        | 抑制                          |                               | 抑制                          | 活性化 抑制                   |                               | 抑制                          |
| アセチル化   |                               | 活性化                        | 活性化                        |                               |                               |                               |                               |

ヒストン修飾による機能のもう一つのモデルは、「トランス」モデルである。ヒストン修飾酵素が作用して他のタンパク質との結合部位を作り、そのタンパク質がクロマチンに会合することによって転写を制御する。例えば、トランスモデルの概念は、H3K9メチル化により裏付けされている。長い間、H3K9のメチル化は恒常的な転写不活性クロマチン（構造的ヘテロクロマチン）と関連付けられてきた。メチル化されたH3K9は、クロモドメイン（メチルリジン特異的結合ドメイン）を持つ転写抑制タンパク質HP1をリクルートする。
リジン残基メチル化は、修飾を受ける残基・同一残基が受けるメチル化状態（モノ, ジ, トリ）の種類が多く、作用も転写の活性化と抑制の双方があり、他のヒストン修飾に比べて複雑である。前述のH3K9メチル化とHP1の関係は、ショウジョウバエの位置効果による斑入り (PEV) でのヘテロクロマチン領域の拡大とも関連していると考えられている。他方、H3K4のメチル化はユークロマチンでの遺伝子発現の活性化と関連しており、複数の因子がH3K4トリメチル化を誘導することが知られている。
ヒストンリジンメチル基転移酵素 (lysine methyltransferase [KMT]) は、ヒストンH3およびH4に対してメチル化活性を担っていることが示されている。この酵素はSETドメイン (Suppressor of variegation, Enhancer of zeste, Trithorax) と呼ばれる触媒活性部位を利用している。SETドメインは遺伝子活性の調整に関与する130アミノ酸配列である。このドメインはヒストンテールに結合し、ヒストンのメチル化を引き起こすことが示されている。ヒストンH3とH4は、ヒストンリジン脱メチル化酵素 (lysine demethylase [KDM]) によって脱メチル化されることもある。この酵素は十文字ドメイン (JmjC) と呼ばれる触媒活性部位を持っている。十文字ドメインが複数の補因子を使ってメチル基をヒドロキシル化して除去したとき、脱メチル化が起きる。十文字ドメインは、メチル基を1-3個持つ基質を脱メチル化することが可能である。
ヒストンコード
複数かつ動的なヒストンの化学修飾による遺伝子制御の概念は、ヒストンコード仮説と呼ばれる。この仮説は、「ヒストン化学修飾の特定の組み合わせが、あたかも暗号（コード）のように働くことにより、多種多様な反応を誘導してクロマチン機能を制御する」というものである。個別のヒストン修飾の影響が明らかになってきている一方で、複数の修飾が協調的あるいは対立的な影響を持ちながら共存する例や、同一の修飾が存在する条件によって異なる影響をもたらす例が知られている。このことから、数種類のヒストン修飾に制御されるエピジェネティックな過程の複雑さを理解するためには、ヒストンコード仮説が有効であると認める考え方もある。
クロマチンリモデリング
クロマチンリモデリングとは、DNAとヒストンの間の位置関係が変化すること、およびそれによって遺伝子発現が促進あるいは抑制されることである。ヒストン修飾とATP依存リモデリング因子（SWI/SNFなど）によるクロマチンの変化を指す。

### 非翻訳性RNAによる制御
非翻訳性RNAとは、タンパク質へ翻訳されずに機能するRNAのことであり、塩基数（分子量）や鎖の形状（1本鎖, 2本鎖）が異なるものを一括した総称である。非翻訳性RNAは、RNA干渉 (RNAi)、ヘテロクロマチン形成への関与、および植物におけるRNA指令型DNAメチル化 (RNA-directed DNA methylation: RdDM) など、さまざまな過程を通じてエピジェネティックな遺伝子制御に関わっている。また、従来その構造から遺伝子発現が不活性化されていると考えられていたセントロメアなどのヘテロクロマチンにおいても、RNAが転写がされていることが判明し、非翻訳性RNAを通しての遺伝子発現制御が注目されている。

#### RNA干渉
RNA干渉 (RNAi) は、非翻訳性RNAによる転写後遺伝子サイレンシングである。何らかの原因により二本鎖RNA (dsRNA) が存在するとき、Dicerと名づけられた酵素によってdsRNAは切断されて20数塩基以下の短い二本鎖RNA（低分子干渉 (small interfering) RNA, siRNA）となる。そのsiRNAと共通の塩基配列を持つmRNAが分解される現象を狭義のRNAiとする。しかしながら、翻訳型を含めてsiRNAが関与する遺伝子サイレンシング全般をRNAiとする場合や、あるいはRNAサイレンシングという用語をRNAiと同義語として使用する場合もある。狭義のRNAi現象は、植物・線虫・哺乳類を含め広範囲の生物で保存されている現象であることから、現在ではRNAiは広く遺伝子ノックダウン技術としての利用されている。RNAiの発見者アンドリュー・ファイアーとクレイグ・メローは、その功績で2006年ノーベル生理学・医学賞を受賞している。

#### RdDM
RNA指令型DNAメチル化 (RdDM) は、植物で観察されるsiRNAによる翻訳型遺伝子サイレンシングであり、広い意味でのRNAiに含めることもある。動物においてRdDMと同等の機能があるかについては判明していない。RdDMはsiRNAと相同なDNA塩基配列のシトシン残基がメチル化される現象であり、siRNAの元になるRNAが核内DNAの転写産物でもあっても外来RNAであってもこの現象は発生する。イネへの遺伝子導入の実験においては、導入した遺伝子のプロモーターをRdDMによって不活性化したところ、同時にヒストンにおいてH3K9のジメチル化およびH3とH4の脱アセチル化が起きている（いずれも発現抑制化の変化・表2参照）ことが報告されている。RdDMによる遺伝子発現の不活性化は、外来遺伝子がゲノムに侵入した場合にゲノム内移動を抑える防御作用を持つものと推定されている。

### プリオン
プリオンは感染可能なタンパク質の形態である。一般に、タンパク質は異なる細胞機能を受け持つ立体構造をとる。一部のタンパク質は、複数の立体構造をとるように変化でき、その一例としてプリオンがある。プリオンは多くの場合、感染症（伝達性海綿状脳症）の関連で言及される。しかしながら、より一般的には、同じアミノ酸配列のタンパク質を自然状態から感染性立体構造へ触媒的に変換するタンパク質をプリオンと定義する。この後者の意味合いにおいてプリオンは、ゲノムを変更せず表現型の変化を誘導することができるエピジェネティックな媒介物と見ることができる。
菌類のプリオンは、引き起こされる感染性表現型がゲノムの変更なく継承されるため、エピジェネティクス的と考えられている。1965年と1971年に出芽酵母で発見されたPSI+とURE3は、二つの最も研究されているこのタイプのプリオンである。プリオンは、凝集中のタンパク質の表現型を転換させる効果を持つことができ、オリジナル型のタンパク質の活性を低下させる。PSI+細胞では、翻訳終結に関与する正常型タンパク質Sup35pの消失が、リボソームの高率の終止コドンの読み飛ばしと他の遺伝子のナンセンス突然変異の抑制をする効果を引き起こす。Sup35がプリオンを形成する能力は、進化的に保存された形質かもしれない。これは、PSI+状態に切り替え、早期終止コドン変異させ、通常は機能していない遺伝的特徴を発現させる適応的優位性を酵母に与えている可能性がある。

### 構造の継承
テトラヒメナやゾウリムシといった繊毛虫では、遺伝的に同一な細胞が、細胞表面の繊毛の並びのパターンの継承される違いを示す。実験的に変えられたパターンは娘細胞に伝達されうる。既存の構造は新しい細胞構造のテンプレートとして機能するようである。このような継承のメカニズムは不明であるが、理由として想定されるのは、多細胞生物にもある新しい構造を作るために既存の細胞構造を利用することである。